# 洗面器
洗面器（せんめんき）とは、人が顔や手を洗うために湯水を入れる器。持ち運び可能な容器（別名・洗面ボウル）のことを指す場合が多いが、洗面台の一部として据え付けられたものも洗面器という。後者は手洗器や取付用洗面器ともいう。

## 洗面器

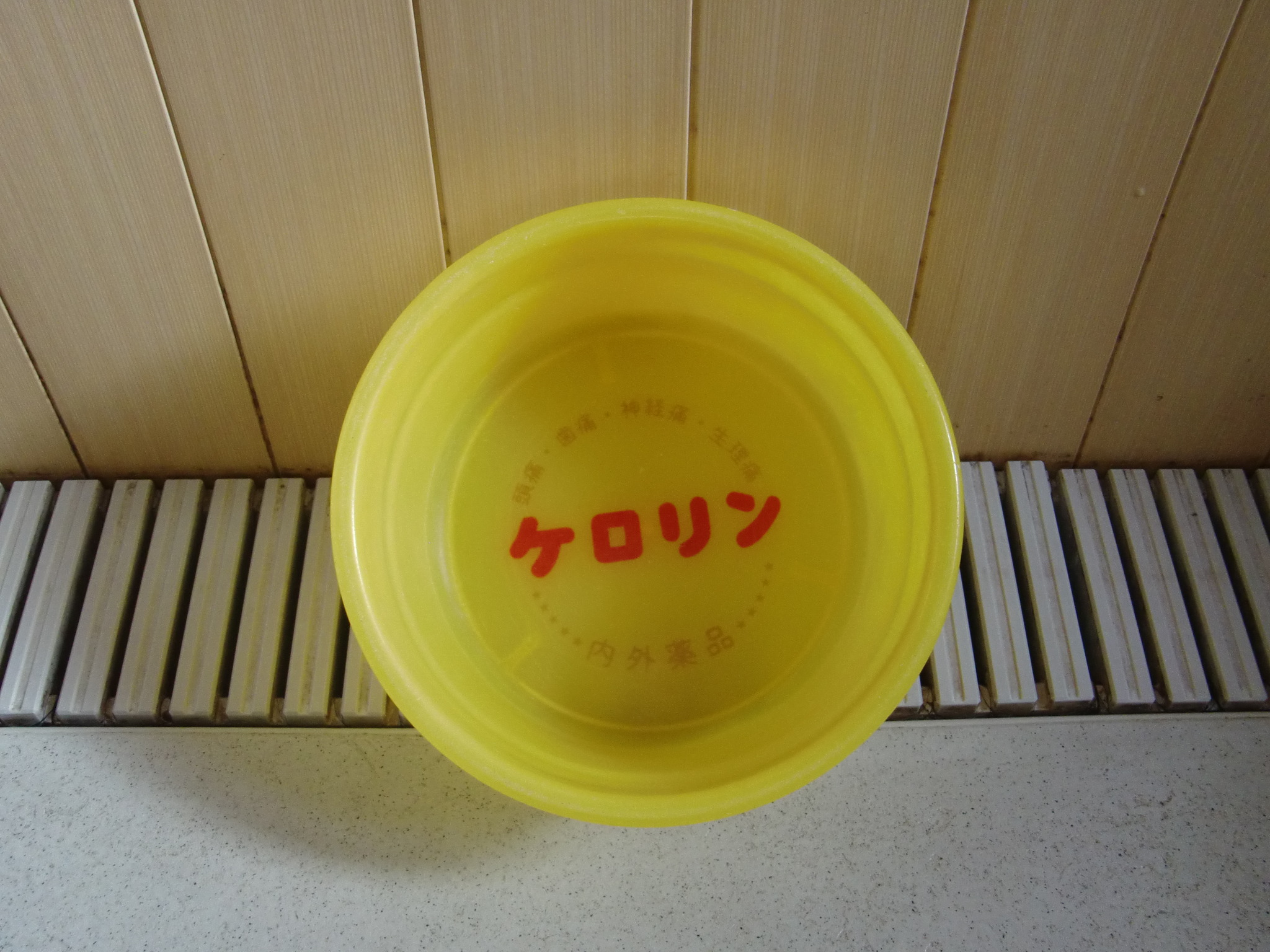
ケロリン桶

底の平たい形状のもので洗面所や浴室に置かれる。日常的に用いられるようになったのは鎌倉時代からであるとされる。
素材としては、かつては陶製のものやサクラの曲物なども用いられたが、明治時代に入ってからは真鍮製、アルミ製、琺瑯びきのものが「洗面器」として普及した。

今日では合成樹脂製（湯桶のケロリン桶のような）のものも多い。

## 取付用洗面器

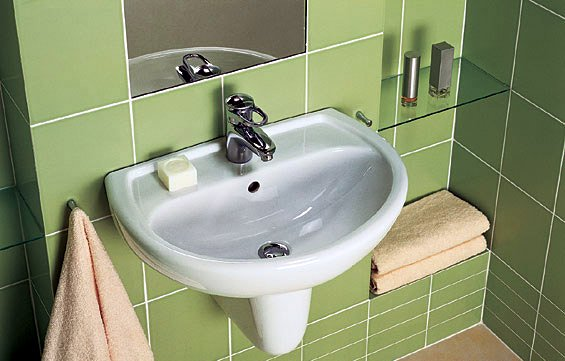
壁掛け形（蛇口下側面の開口部はポップアップ穴）

衛生設備としての洗面器や手洗器には壁掛け形のほか、ペデスタル形や化粧洗面台などがある。壁掛け形には角形や隅付きなどの形状がある。取付用洗面器を設置している場所を洗面台（せんめんだい）、化粧台（けしょうだい）、部屋も含めて洗面所（せんめんじょ）と言う場合がある。

### 構造
取付用洗面器は陶器や琺瑯製が多く、給排水設備と一体になるよう施工されている場合が多い。壁掛け形はブラケットで壁に固定され、奥の部分をバック、縁の部分を袖（そで）という。
洗面器の設備には水栓穴、ポップアップ穴、鎖取付穴などが開いている。給水や給湯の配管は水栓穴に接続され、その上部に水栓（蛇口）が取り付けられ湯水が出るようになっている。水栓部分は手を触れるため衛生水栓やフラッシュ弁が用いられる。赤外線感知式の自動フラッシュ弁のもの（自動水栓）もある。また温水水栓が設けられる場合もある。
排水口は栓があれば閉じて湯水をためることができる。排水口は鎖取付穴に予め取り付けた鎖つきのゴム栓を用いるかボタンなどの操作で開閉するようになっている。また、排水口を閉じた場合に上部から水が溢れ出さないよう補助的な排水口であるポップアップ穴（オーバーフロー口）が上部に空いている。排水は排水トラップを通し下水に導かれる。
鏡付や棚付のものもある。通常は前面は開放されているがキャビネットに収納されている場合もある。
住宅など1-2人用の便所が設置している場合には便器の給水タンクへ給水する蛇口を一部露出させ、手洗いのための水を供する方法を取るものもある。
また、寝台車やキャンピングカーなどスペースを有効利用するためテーブルなどと兼用とする事例もある。
公共の場所などに設置してあるものには3人以上の利用に供する大型のものもある。

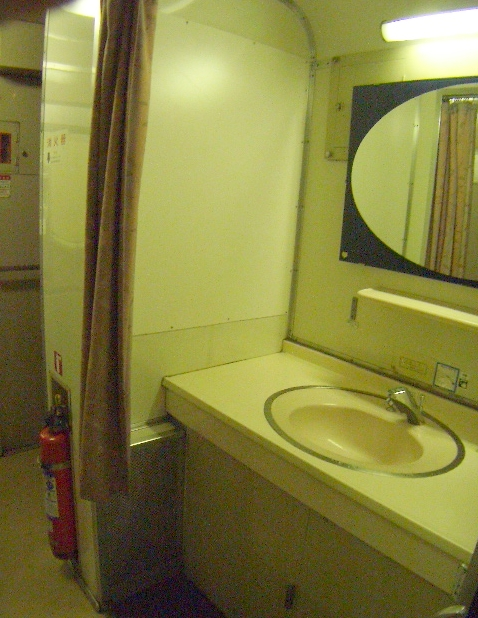
ムーンライト山陽
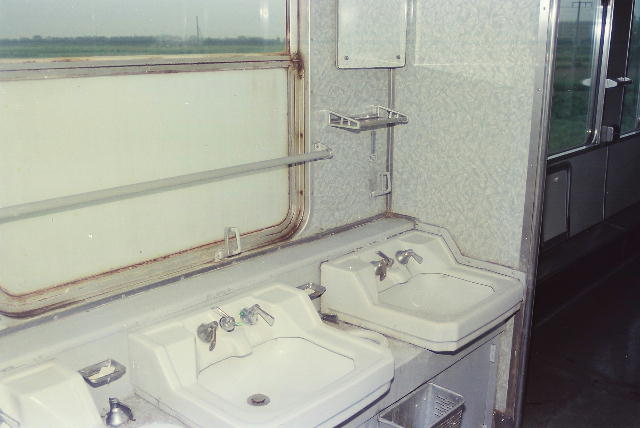
国鉄20系客車 ナハネフ22形

### 製造メーカー
| - TOTO - LIXIL - INAX - トステム - 永大産業 - ノーリツ - ウッドワン - クリナップ - ナスラック - 長府製作所 - アサヒ衛陶 - ジャニス工業 | - ハウステック - パナソニック - サンワカンパニー - ファーストプラス - タカラスタンダード - トクラス - トーヨーキッチン - 木村技研 - ナカヤマ(プライベートブランド) - クチーナ(輸入品) - カドガン(オーダーメイドのみ) - 和光製作所(オーダーメイドのみ) |